# Druhá bitva u Lexingtonu
Druhá bitva u Lexingtonu byla menší šarvátkou během americké občanské války, která proběhla 19. října roku 1864 u Lexingtonu, sídla správy Lafayette County, stát Missouri (USA). Byla součástí Missourského tažení konfederační armády, vedené generálmajorem Sterlingem Pricem a předcházela bitvu u Little Blue River o dva dny později. Stejně jako při první bitvě u Lexingtonu, vybojované v září 1861, zvítězila armáda Konfederace. Nicméně její celkový význam nebyl tak značný jako u první bitvy, která upevnila kontrolu Jihu nad údolím Missouri a významně pozvedla morálku konfederační armády v této oblasti.

## Předehra

Lexington, okres Laffayette, stát Missouri

Na sklonku roku 1864 byl vyslán generálmajor Sterling Price svým nadřízeným, generálporučíkem Edmundem Kirby Smithem, aby se pokusil pro Konfederaci získat kontrolu nad Missouri. Protože nebyl schopen napadnout prvořadý cíl, kterým bylo St. Louis, rozhodl se Price realizovat Smithův záložní plán, spočívající v útoku od západu skrz Missouri do Kansasu a poté na Indiánské teritorium. Konečným cílem bylo zničit nebo zachytit dodávky a základny Unie, což by mohlo negativně ovlivnit šance Abrahama Lincolna na znovuzvolení prezidentem v 1864. Po svém vítězství v bitvě u Glasgow pokračoval Price v pochodu západním směrem na Kansas City (Missouri) a Fort Leavenworth (Kansas), kde bylo umístěno velitelství federálního okruhu Kansas. Díky pomalému postupu však dal šanci unionistické armádě k soustředění jejich sil. Generálmajor William Starke Rosecrans , velitel okruhu Missouri, navrhoval obchvatný manévr za účelem vytvoření léčky, do které by chytil Priceho armádu, ale protože nemohl komunikovat s generálmajorem Samuelem Ryan Curtisem, velitelem okruhu Kansas, nebyl schopen záměr zrealizovat. Curtis měl problémy, protože mnoho jeho vojáků byli příslušníci kansaské domobrany (pod vedením George Dietzlera) a tito odmítli vstoupit na území Missouri. Přesto všechno armáda v síle přibližně 2 000 mužů pod velením generálmajora James G. Blunta vyrazila k Lexingtonu. 

## Bitva a její následky
19. října se Priceova armáda přiblížila k Lexingtonu a přibližně ve 14:00 se střetla s unionistickými zvědy a předními hlídkami, zahnala je zpět a napadla Bluntovy hlavní síly. Federální armáda nejprve vzdorovala, ale postupně ji Jižané zatlačili zpět přes město do jeho západních okrajových částí a do soumraku je pronásledovali podél Independence Road. Armáda Unie, zbavená možnosti posil od veškerých Curtisových sil, které stále tábořily v blízkosti Kansas City, neměla žádnou skutečnou šanci zastavit u Lexingtonu Priceovy síly. Blunt však dále zpomalil již tak váhavý pochod armády Konfederace a získal též cenné informace o velikosti a rozestavení jednotek pod Priceovým velením. 

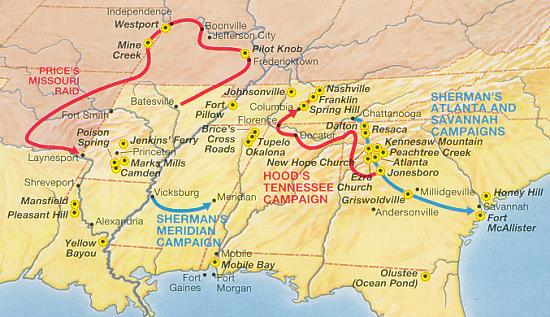
Tažení během občanské války včetně Priceova Missourského tažení

Bluntovy ustupující vojenské jednotky zastavily 20. října u Little Blue River a vybudovaly silné obranné pozice na jejím západním břehu. 21. října pokračovala Priceova armáda v dočasně úspěšném tažení vítěznými bitvami u Little Blue River a Independence. Tyto triumfy a všechno, co jimi bylo získáno, však bylo následně ztraceno po porážce v bitvě u Westportu 23. října, která znamenala konec Priceova tažení, jakož i konec významným vojenským operacím vojska Konfederace na území Missouri.